# 美國陸軍華盛頓軍區
美國陸軍華盛頓軍區（英語：United States Army Military District of Washington，簡稱），是美國陸軍的主要司令部之一，總部位於萊斯利·麥克奈爾堡，其主要任務是提供軍禮勤務為主，並負責美國首都的防衛，華盛頓軍區是國家首都地區聯合部隊總部（JFHQ-NCR）的一部分。

## 歷史
華盛頓軍區起源可以追溯到南北戰爭時期，隸屬於第二十二軍的華盛頓部。1921年，美國戰爭部設立華盛頓區（District of Washington），專責首都防衛，此單位在1927年解編並由第16步兵旅取代。
1942年，即美國參加第二次世界大戰後，美國陸軍部創建陸軍華盛頓軍區，以負責首都的地面防禦。1948年，已解編的第3步兵團重啟，由華盛頓軍區指揮，這支被稱作老衛隊（The Old Guard）的部隊以負責軍禮勤務聞名。

## 組織
- 美國陸軍樂隊（英语：United States Army Band）
- 美國陸軍野戰樂隊（英语：United States Army Field Band）
- 美國陸軍第3步兵團（英语：3rd U.S. Infantry Regiment (The Old Guard)）
  - 無名戰士墓警衛
  - 第1營
    - 總統禮炮排（英语：Presidential Salute Battery）

  - 第2營
  - 第4營
    - 第289憲兵連
    - 美國陸軍操槍隊（英语：United States Army Drill Team）
    - 老衛隊鼓笛隊（英语：Old Guard Fife and Drum Corps）
    - (獨立戰爭)大陸軍司令衛隊（英语：Commander-in-Chief's Guard (3rd Infantry Regiment)）
    - (獨立戰爭)大陸軍護旗隊